# Немецкая оккупация Польши (1939—1945)
Немецкая оккупация Польши (1939—1945) — оккупация территории Польши нацистской Германией во время Второй мировой войны. Оккупация началась с вторжения на территорию Польши немецких войск 1 сентября 1939 года, а закончилась в 1945 году, когда Красная армия, после продолжительных боёв, выбила немецких оккупантов из Польши.
Нацистская Германия проводила политику геноцида, уничтожая мирное население. В период оккупации погибло около 6 миллионов граждан Польши (около 21,4 % от всего населения), большинство из которых составляли евреи.

## Завоевание территории Польши
Решение о нападении на территорию Польши Германия приняла в апреле 1939 года. В плане завоеваний Польша была намечена на осень 1939 года, за нею следовали Британия и Франция, а к осени 1941 года — СССР.
31 августа 1939 года Гитлер подписал секретную директиву № 1 «По ведению войны», в которой сообщалось: «На Западе важно, чтобы ответственность за начало военных действий падала полностью на Францию и Англию…»
В полдень 31 августа штурмбаннфюрер СС Альфред Науйокс получил условный приказ совершить нападение на радиостанцию в приграничном городке Глейвиц под видом польских военнослужащих. В эфир было передано обращение на польском языке, на месте оставлены тела убитых заключённых в польской униформе. Той же ночью немецкие новостные службы заявили, что польская армия предприняла ничем не спровоцированное нападение на нацистскую Германию.
Утром 1 сентября 1939 года, выступая в рейхстаге, Гитлер заявил: «Сегодня ночью Польша впервые стреляла по нашей территории, используя регулярную армию. Мы ответим огнём не позже 5.45»
1 сентября 1939 года в 4 часа 45 мин. согласно плану «Вайс», без объявления войны немецкие войска начали наступление на линии фронта протяжённостью около 1600 км — по всей германо-польской границе, а также с территории Моравии и Словакии. Несколько минут спустя учебный линкор «Шлезвиг-Гольштейн» открыл огонь по польской военно-морской базе Вестерплатте в свободном городе Данциг.

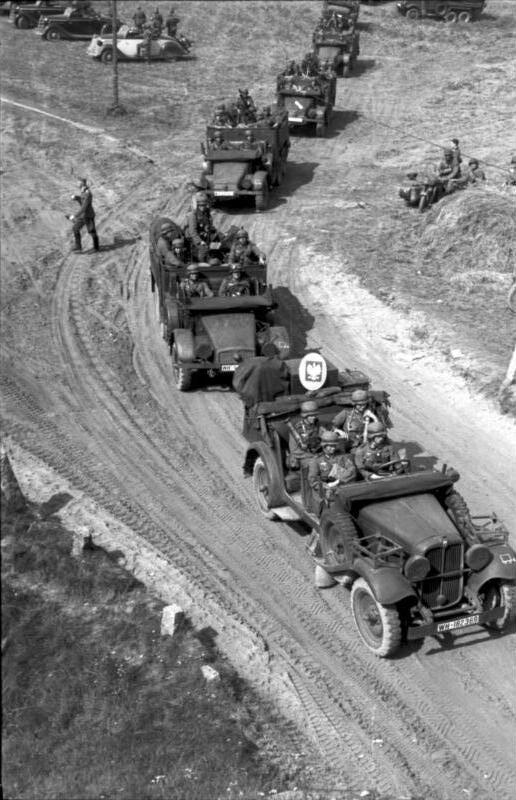
Войска вермахта в Польше

В первый же день наступления немецкая авиация уничтожила большую часть польской авиации на аэродромах, создав условия для стремительного продвижения сухопутных войск. После этого немецкая авиация могла быть использована для достижения других намеченных целей. Она сделала невозможным организованное завершение мобилизации польских вооружённых сил и крупные оперативные перемещения по железной дороге, а также серьёзно нарушила управление и связь противника.
На третий день польские ВВС прекратили существование. По другим источникам, польское командование сохранило авиацию от первого удара люфтваффе, перебросив её 31 августа на полевые аэродромы. И хотя немецкая авиация завоевала полное господство в воздухе, польские лётчики в ходе войны сбили более 130 самолётов противника.
3 сентября 1939 года Великобритания и Франция объявили войну Германии, однако вплоть до 17 сентября боевые действия на западном фронте ограничивались боями местного значения (хотя 7 сентября части 3-й и 4-й французских армий перешли границу Германии в Сааре и заняли несколько деревень, не встретив сопротивления со стороны немецкой армии).
6 сентября польское верховное командование приказало армиям «Поморье», «Познань», «Лодзь» и «Пруссия» отступить на позиции на Висле. В этот же день столицу страны покинули президент Игнаций Мосцицкий и правительство Польши, а Главный штаб переместился в Брест.
8 сентября немецкие танки подошли к Варшаве. В этот же день маршал Рыдз-Смиглы приказал всем польским войскам по возможности отходить на восток, чтобы установить оборону возле границы с Румынией. Маршал надеялся на замедление темпов наступления немцев и на поставки оружия от западных союзников через Румынию. Сам он 10 сентября переместил свою  ставку во Владимир-Волынский. Польские армии «Познань» и «Поморье» под командованием генерала Кутржебы предприняли контрнаступление с рубежа реки Бзура, однако уже 12 сентября были разбиты и окружены. После приказа Главного штаба от 10 сентября об этом контрнаступлении он утратил управление войсками.
9—11 сентября польское руководство вело переговоры с Францией о предоставлении убежища для правительства. При этом Гитлер находился под Варшавой с 12 сентября.
12 сентября немецкие войска достигли Львова. 14 сентября начались бои в Брестской крепости (немцы взяли крепость 17 сентября).
16 сентября польские силы были окружены в районе Люблина, а правительство стало просить Румынию о возможности бегства во Францию.
В ночь на 17 сентября остатки армии «Познань» попытались прорваться через позиции немцев, но лишь немногим удалось достичь Варшавы и Модлина. В тот же момент президент, правительство и главнокомандующий вооружёнными силами покинули территорию Польши. Страна практически потеряла суверенитет, что побудило к действиям советское руководство, отдавшее приказ войскам выдвинуться  на линию Керзона, по которой была намечена граница после Первой мировой войны, нарушенная Польшей в результате войны с Советской Россией в 1920 году. Маршал Рыдз-Смиглы приказал польским войскам, располагавшимся на границе с СССР (17 пехотных батальонов и 6 кавалерийских эскадронов) отходить к границе с Румынией, не вступая в бои с Красной Армией, кроме случаев нападения с её стороны.
В условиях усугубляющегося хаоса главная тяжесть сопротивления германским войскам выпадала на Центральный фронт Тадеуша Пискора. 17 — 26 сентября состоялись два сражения под Томашувом-Любельским — самые крупные в сентябрьской кампании после битвы на Бзуре. Армии «Краков» и «Люблин» под общим командованием Тадеуша Пискора и основные силы Северного фронта, преграждавшие путь на Львов, должны были нанести поражение силам 7-го немецкого корпуса в районе Равы-Русской. В ходе ожесточённых боев пробить немецкую оборону так и не удалось, польские войска понесли тяжёлые потери. 20 сентября 1939 года генерал Тадеуш Пискор объявил о капитуляции Центрального фронта.
Очаги сопротивления поляков подавлялись один за другим. 27 сентября пала Варшава, на следующий день — Модлин. 1 октября капитулировала балтийская военно-морская база Хель. 6 октября капитулировал последний очаг организованного польского сопротивления в Коцке.
В период с 1 сентября по 26 октября 1939 года, пока территория Польши находилась под управлением немецкого военного командования, военнослужащие вермахта совершили 311 массовых казней польских военнослужащих и гражданских лиц. В дальнейшем, 27 октября власть на оккупированной территории была передана гражданской германской администрации.

## Оккупация

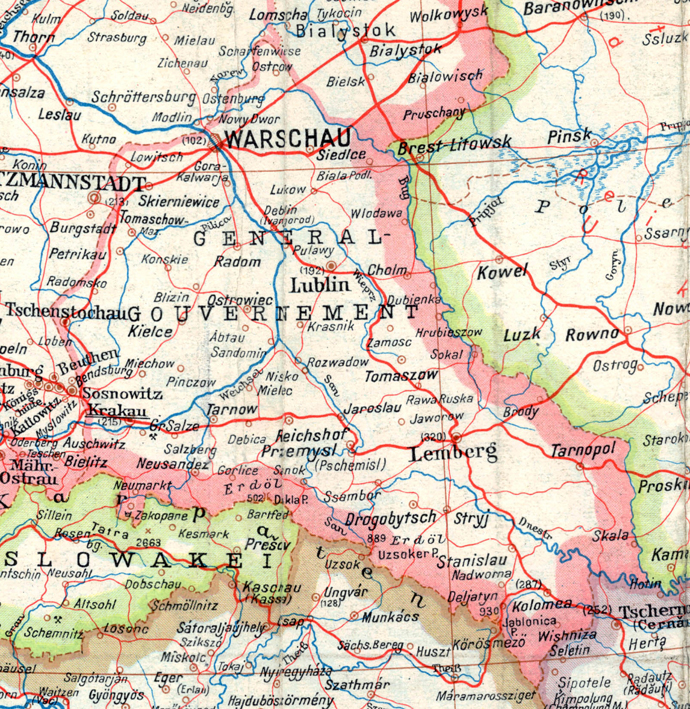
Немецкая карта «генерал-губернаторства», 1943 г.

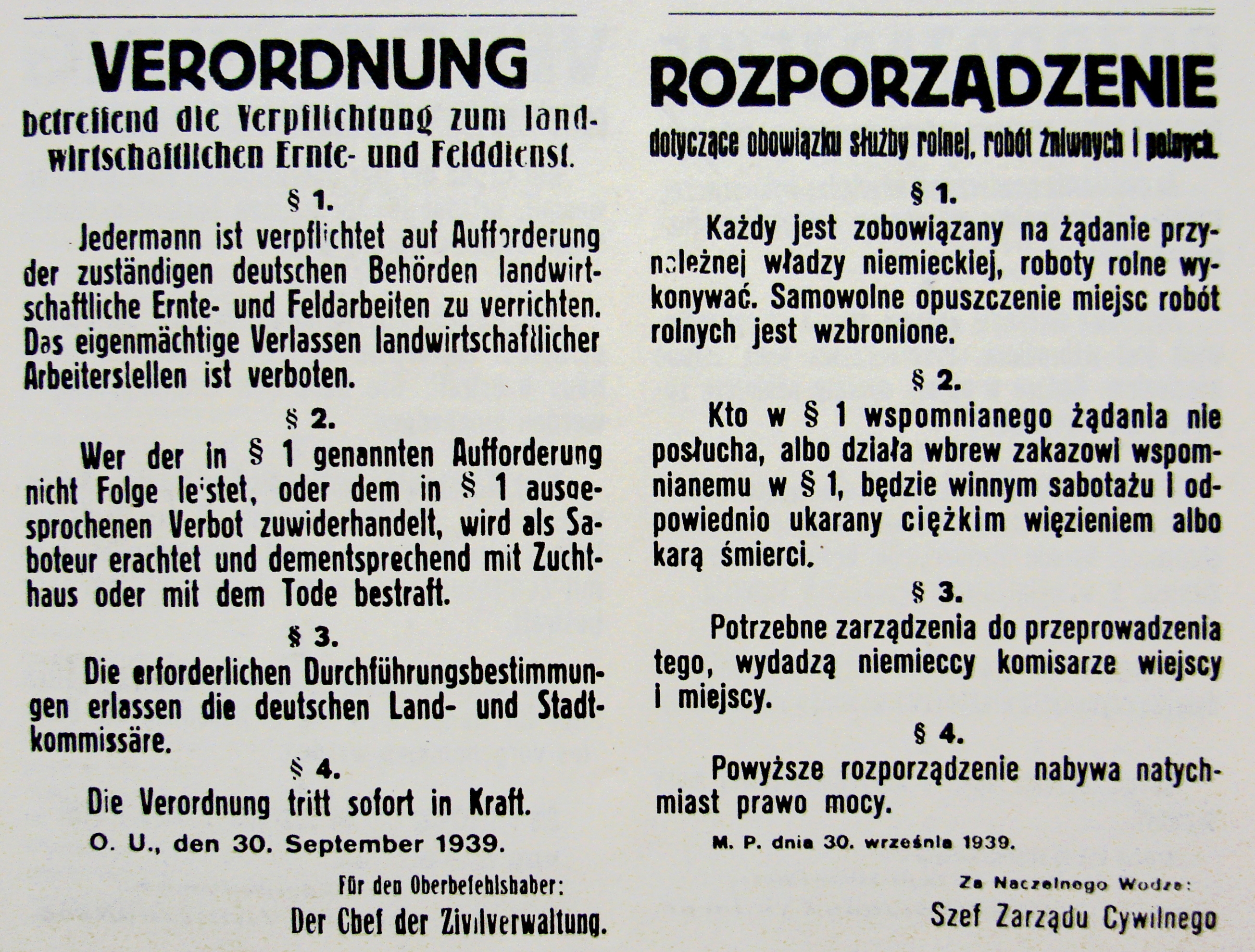
Немецкий приказ от 30 сентября 1939 года о смертной казни за отказ от участия в работах по уборке урожая

После раздела Польши между Германией и Советским Союзом большая часть польской территории отошла нацистской Германии. На этой части проживало большинство этнических поляков. Советскому Союзу отошла территория Западной Украины и Западной Белоруссии за установленной по итогам Первой мировой войны Линией Керзона, которую Польша в 1920 году перешла, захватив территории, где большинство населения составляли белорусы на севере и украинцы на юге.

### Аннексия польской территории в состав Германии
8 октября 1939 года в соответствии с декретом Адольфа Гитлера большая часть Западной Польши, площадь которой составляла около 94 тысяч км², была присоединена к Германии.
26 октября 1939 года аннексированные польские земли были включены в состав двух новых имперских округов:
- рейхсгау «Западная Пруссия», которое 2 ноября 1939 года в ходе административной реформы было преобразовано в рейхсгау «Данциг — Западная Пруссия»;
- рейхсгау «Познань» (Reichsgau Posen), которое 29 января 1940 года в ходе административной реформы было преобразовано в рейхсгау «Вартеланд».

На этой территории проживало около 10 млн человек, большинство из которых были поляками. Германское правительство переселило на эти территории около 600 тысяч немцев из Восточной Европы и 400 тысяч из нацистской Германии. По мнению Дюкера, число прибывших на территорию Польши немцев к 1942 году достигло двух миллионов.
До конца 1944 года в немецкую армию было призвано около 450 тысяч граждан довоенной Польши, , ситуации, когда кто-то бежал от мобилизации, случались крайне редко. В общем можно считать, что через немецкую армию во время войны прошло около полумиллиона граждан довоенной Польши..

### Создание оккупационной администрации
12 октября 1939 года руководителем управления по делам населения польских оккупированных территорий был назначен Ганс Франк.
27 октября 1939 года оккупированные территории Польши были переданы в управление гражданской оккупационной администрации. 12 декабря 1939 года было создано генерал-губернаторство (нем. Generalgouvernement) со столицей в Кракове, генерал-губернатором остался Ганс Франк.
На территории «генерал-губернаторства» и присоединённых к Германии польских землях была проведена классификация населения на категории с разными правами в соответствии с национальностью и происхождением, началось осуществление «расовой политики». Граждане немецкой национальности («рейхсдойче» и «фольксдойче») имели привилегированное положение, поляки были лишены гражданских прав, а отдельные категории населения (евреи, цыгане, душевнобольные...) подлежали физическому уничтожению. В апреле 1940 года Франк объявил, что Краков должен стать самым расово чистым городом под его управлением.
В октябре 1939 года началось создание польской полиции генерал-губернаторства.
9 ноября 1939 года было создано «генеральное управление железных дорог — „Восток“» (Generaldirektion der Ostbahn), на которое были возложены функции управления железными дорогами.
В 1940 году на территории «генерал-губернаторства» были созданы концентрационные лагеря, в которые начали поступать военнопленные союзных армий — французы, норвежцы, бельгийцы, голландцы, а позднее — греки, югославы.
20 апреля 1940 года на территории генерал-губернаторства начала действовать организация «Die Volksdeutsche Gemeinschaft», объединявшая этнических немцев.
1 декабря 1940 года была создана полувоенная строительная служба «Baudienst».
После нападения нацистской Германии на СССР 22 июня 1941 года границы генерал-губернаторства вновь изменились: в его состав были включены «дистрикт Галиция» (создан 1 августа 1941 года) и «Округ Белосток».

### Оккупационный режим

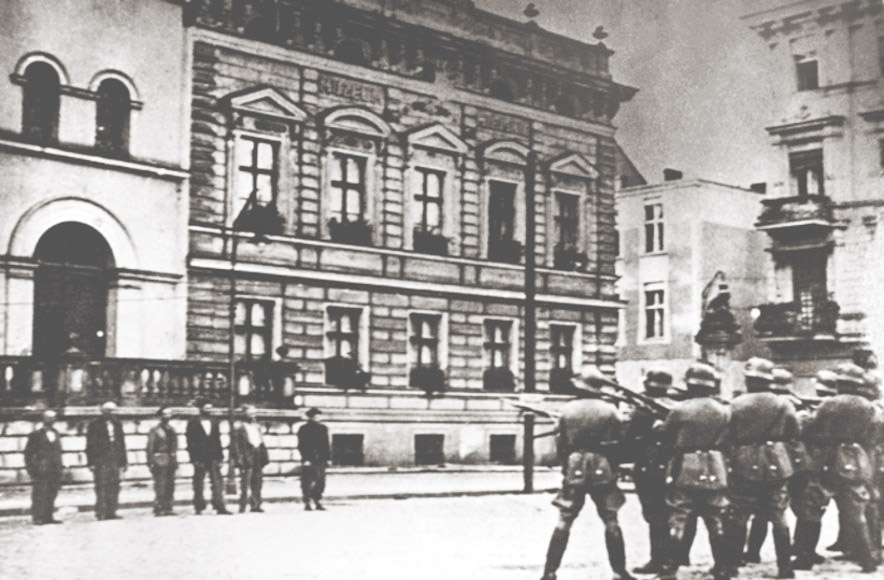
Расстрел солдатами вермахта польских заложников в Быдгоще, 9 сентября 1939 года

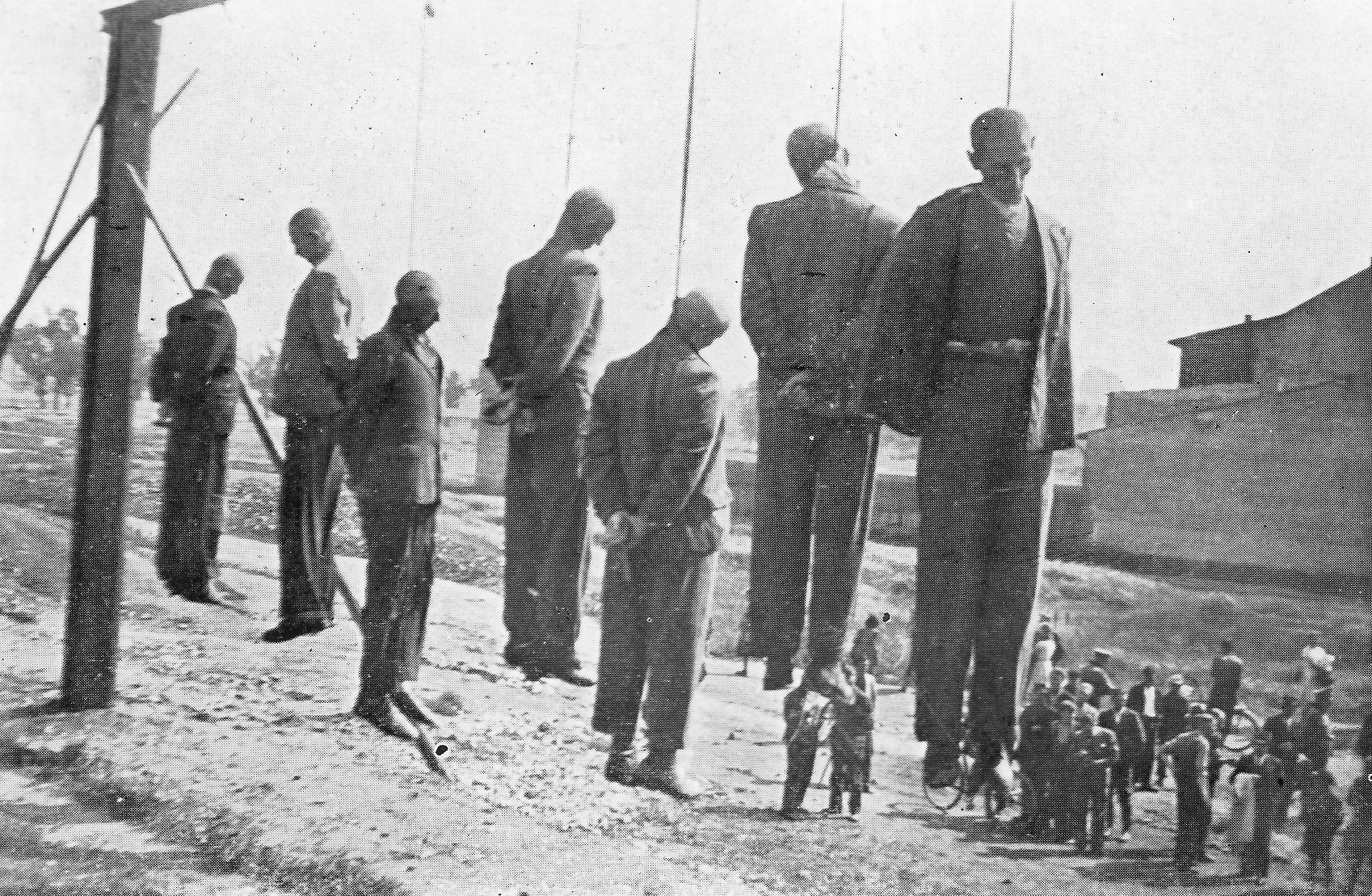
Публичные казнь польских железнодорожников за участие в Сопротивлении около вокзала Плашув-Прокоцим (Краков), 26 июня 1942 года

Немцы последовательно проводили политику, направленную на разобщение и внутреннее размежевание населения, проживавшего на оккупированной территории Польши, разжигание межнациональных конфликтов.  
Директива Управления расовой политики от 28 ноября 1940 года «Некоторые соображения об обращении с лицами не немецкой национальности на Востоке» содержала предписание: «При обращении с лицами не немецкой национальности на Востоке мы должны проводить политику, заключающуюся в том, чтобы как можно больше выделять отдельные народности, то есть наряду с поляками и евреями выделять украинцев, белорусов, гуралей, лемков и кашубов. А если где-либо можно ещё обнаружить остатки национальностей, то выделять и их… выходцев из таких народностей, особенно небольших по численности, мы будем использовать в качестве служащих полиции и бургомистров… нельзя допускать объединения народностей».
С сентября 1939 по апрель 1940 был методично осуществлён расстрел около 50 тысяч учителей, священников, представителей вольных профессий и поместного дворянства, общественных и политических деятелей, а также отставных военных и членов патриотических организаций. Ещё 50 тысяч были депортированы в концлагеря, где выжила лишь ничтожная их часть. Расстрелы производились  в разных регионах Польши..
Были арестованы сотни священников, которые, по мнению оккупантов, разжигают польский национализм и поддерживают сопротивление.
На смену им приходили немецкие священники. В конечном счете более половины священнослужителей Западной Польши оказались в концентрационных лагерях, где многие погибли. Множество семинарий, церковных школ, мужских и женских монастырей, а также церковных благотворительных организаций было закрыто. Уничтожались места поклонений, отдельно стоящие кресты и другие ритуальные объекты
В мае—июле 1940 года на территории Генерал-губернаторства прошла Чрезвычайная акция по умиротворению, преследовавшая аналогичные цели.
Жители Польши массово угонялись на принудительные работы в Германию.

## Результаты оккупации
В общей сложности во Второй мировой войне Польша потеряла 21,3 % населения (6 028 тыс. человек убитыми и погибшими, из них 644 тыс. погибли в ходе военных действий, и 5 384 тыс. — в период оккупации), на принудительные работы в Германию были вывезены 2 841,5 тыс. польских граждан.
В числе погибших были специалисты высокой квалификации, смерть которых стала тяжёлым ударом для развития Польши: 17 тыс. учителей, около 6 тыс. врачей, инженеры, учёные, представители творческой интеллигенции.
В период оккупации на территорию «генерал-губернаторства» из Германии прибыли 700 тыс. немецких колонистов, в собственность которых были переданы 206 тыс. торговых, промышленных и производственных предприятий; лучшие земельные угодья, дома и собственность польских граждан. В частности,
- немецкому концерну «Герман Геринг» были переданы в собственность угольные шахты в Верхней Силезии, металлургические и другие заводы[22];
- немецкому концерну ИГ «Фарбениндустри» были переданы в собственность фирмы по производству красителей «Борута», «Воля» и «Винница»[22];
- немецкому банку «Dresdner Bank» были переданы Коммерческий банк в Кракове, Восточный банк в Познани и расположенные на территории Польши филиалы австрийского Земельного банка[22].

На территории «генерал-губернаторства» было отменено трудовое законодательство и социальные гарантии, установлен 12-часовой рабочий день.
Общий ущерб от боевых действий и немецкой оккупации территории Польши за годы войны составил 38 % национального достояния, были разрушены 20 % промышленных предприятий, 60 % учреждений здравоохранения, более 63 % школьных зданий и научных учреждений, свыше 353 тыс. (22 %) крестьянских хозяйств, 30 % личной собственности населения Польши. Треть населения осталась без крова, не обрабатывалось 50 % земель сельскохозяйственного назначения, а финансы, транспорт и торговля были приведены в расстройство.

## Сопротивление

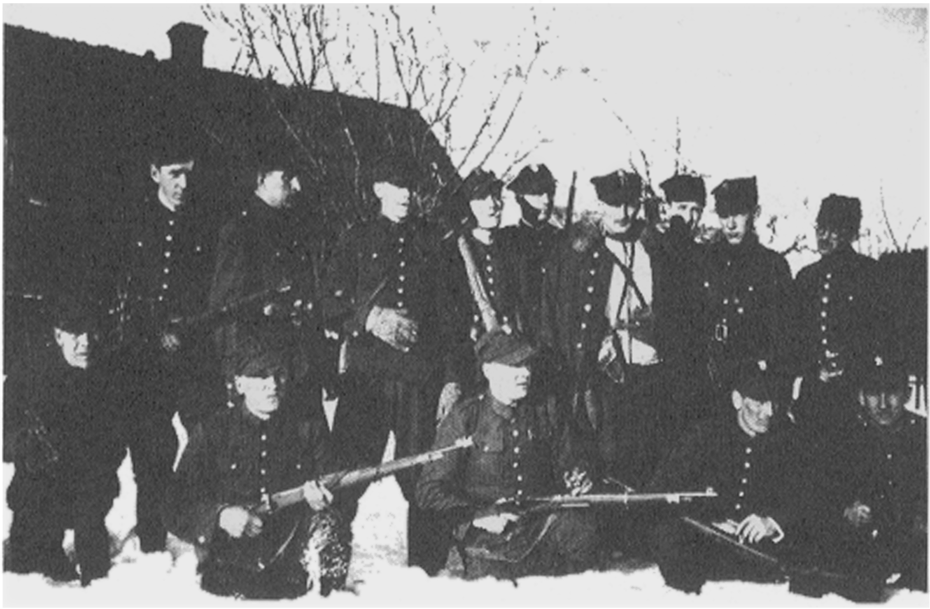
Польские партизаны из отряда Генриха Добжанского («Губали»), 1940 год

Сопротивление поляков началось уже в первые дни немецкой оккупации. В это время на территории страны действовали несколько вооружённых отрядов и групп военнослужащих разбитой польской армии, принявших решение продолжать вооружённую борьбу против немецких оккупантов. В их числе были: отряд под командованием майора Генриха Добжанского («Губали»), действовавший в Свентокшижских лесах; отряд Казика Дембяка; отряд Владислава Ясинского («Ендруся»), действовавший в окрестностях Сандомира; отряд Людвика Квятека, который действовал в уезде Илжа; отряд Коссака, который действовал в Яновских лесах, а также несколько мелких групп солдат в Тухольском бору, районе Седльце, Венгрув и Вышкув. В дальнейшем одни из этих отрядов были уничтожены немцами, другие распались, а третьи вошли в состав подпольных организаций.
В это же время начинается формирование первых подпольных организаций.
- так, уже в сентябре 1939 года по распоряжению польского военного командования были созданы «Тайная войсковая организация» (Tajna Organizacja Wojskowa, TOW), «Служба победе Польши» и др.
- параллельно, созданием конспиративных структур занимались руководство и активисты ряда военно-спортивных, общественных и молодёжных организаций: например, Союзом польских харцеров была создана тайная молодёжная организация «Серые шеренги»
- не остались в стороне и политические партии, которые также начали создание вооружённых формирований:
  - например, партией «Стронництво народове» была создана «Народная военная организация» («Narodowa Organizacja Wojskowa, NOW»);
  - несколько организаций были созданы польскими социалистами и коммунистами: «Общество друзей СССР», организация коммунистов Варшавы «Молот и серп», «Пролетарий», «Рабочая гвардия», «Общелодзинский комитет саботажа», «Рабоче-крестьянская боевая организация» («РХОБ»), «Спартакус», «PWOR» («Polska Wojskowa Organizacja Rewolucyjna») и др.
  - в начале 1940 года активистами Народной партии была создана «Крестьянская стража» («Chłopska Straż»), на основе которой впоследствии были сформированы «Батальоны хлопские»[26].
  - несколько организаций были сформированы правыми и националистическими силами: в частности, «Военная организация союза ящериц» и «Polska Organizacja Zbrojna»...

В середине 1941 года начинаются процессы консолидации подпольных структур, которые продолжаются в 1942 году:
- так, в результате объединения нескольких организаций левых и коммунистических сил в конце 1941 года была создана организация «Союз освободительной борьбы», а в январе 1942 года — Гвардия Людова.
- в феврале 1942 года на основе ранее существовавшего «Союза вооружённой борьбы» была создана Армия Крайова, под командованием генерала С. Ровецкого. Её контролировало эмигрантское правительство в Лондоне[27], а руководители предполагали, что в состав АК должны войти все польские подпольные организации движения Сопротивления, но на практике этого не произошло.
- летом-осенью 1942 года польскими националистами были созданы «Народове силы збройне» (NSZ)...

Во второй половине 1942 года активизируется партизанское движение и иные формы вооружённой борьбы с оккупантами (в частности, летом 1942 года была создана партизанская Гвардия Людова).
В 1943 году сопротивление оккупантам возрастает, принимает более активные формы и становится всё более массовым, однако одновременно с процессом консолидации антифашистских сил начинается их внутреннее размежевание.
- Гвардия Людова, часть отрядов БХ и некоторые другие группы левой, коммунистической и социалистической ориентации активизируют вооружённую борьбу с немецкими оккупантами, и в своей деятельности ориентируются на сотрудничество с СССР;
- Армия Крайова продолжает действовать в соответствии с директивами эмигрантского правительства в Лондоне. В 1943 году в составе АК начинается создание партизанских отрядов.
- небольшие части националистических сил (в частности, некоторые отряды NSZ) активизируют борьбу против политических противников и всё больше склоняются к сотрудничеству с гитлеровцами.

1 января 1944 года была создана Армия Людова, в состав которой вошла Гвардия Людова, части Батальонов хлопских, отряды народно-рабочей милиции Партии польских социалистов, а также отдельные командиры, подразделения и бойцы Армии Крайовой.

### Восстания

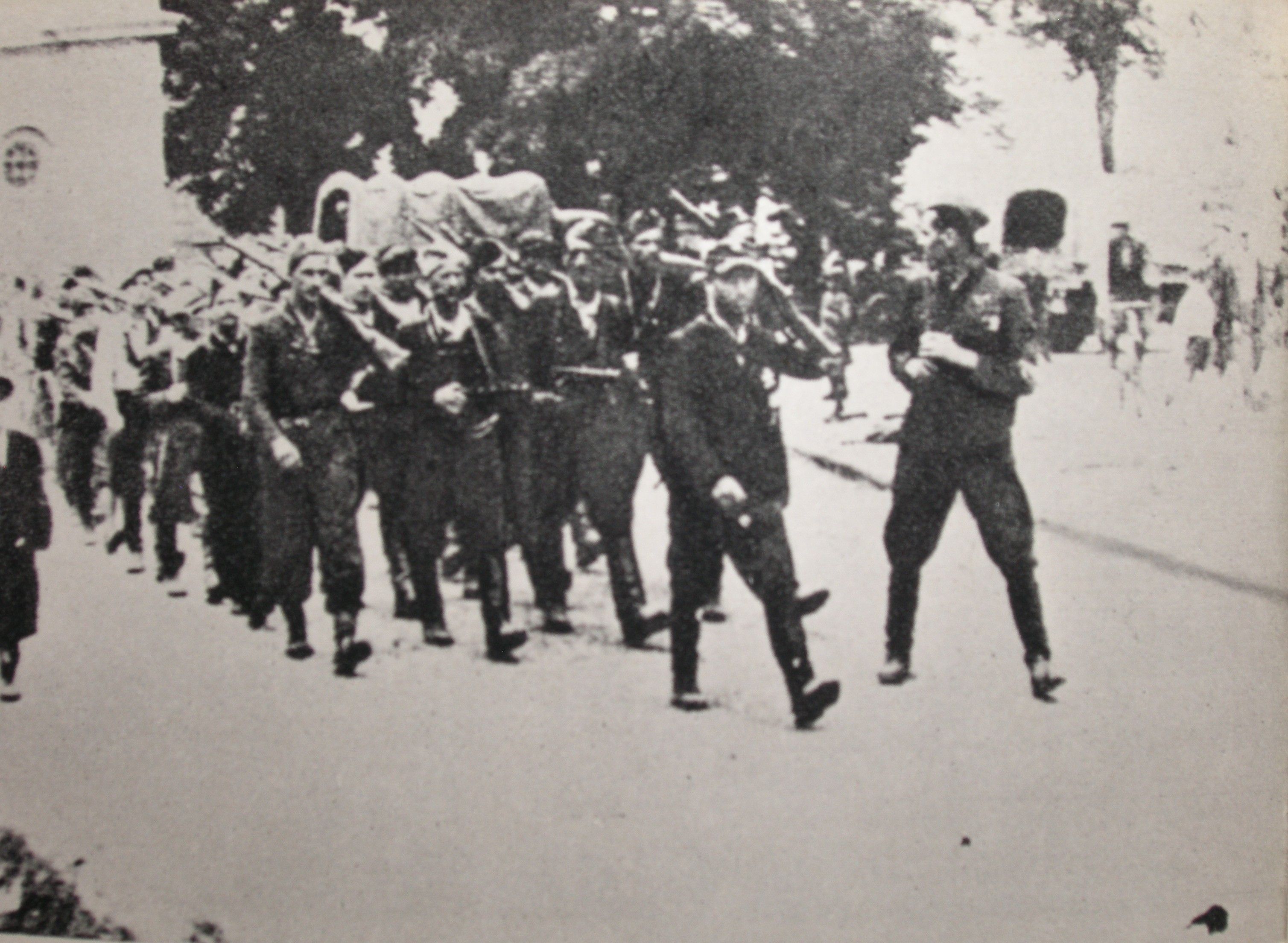
Части Армии Крайовой входят в Замосць.1944

Армия Крайова в 1944 году провела серию вооружённых выступлений под названием «План „Буря“», целью которых являлось установление контроля над городами в Польше до вступления в них советских войск или совместно с ними, но с установлением самостоятельно назначенных властей, подчиняющихся эмигрантскому правительству в Лондоне, и в конце концов власти этого правительства. Такие акции Армия Крайова пыталась организовать ещё при освобождении Западных Беларуси и Украины, однако ещё на конференции в Тегеране союзники по антигитлеровской коалиции договорились установить западную границу СССР по линии Керзона, установленной после Первой Мировой войны. Территориальные претензии Польши предполагалось удовлетворить за счёт Германии. Поэтому силы АК на освобождённых территориях разоружались или вступали в Войско польское, а в случае отказа уничтожались или их репрессировали, с чем союзники СССР были согласны.
В ходе операции АК понесла значительные потери.

#### Варшавское восстание
Крупнейшей вооружённой акцией польского сопротивления в 1944 году стало организованное АК Варшавское восстание (в восстании также приняли участие Армия Людова и другие формирования антинацистского сопротивления).
Варшавское восстание в военном отношении было направлено против немцев, политически — против Германского Рейха и СССР, Польского комитета национального освобождения и демонстративно — против политики западных союзников.
К 31 июля Войско польское и Красная армия приблизились к Варшаве на расстояние около 60 км. Однако части 2-й танковой армии столкнулись с пятью танковыми армиями вермахта. В результате операции «Багратион», когда фронт был сдвинут на запад на 500 км, тылы и обеспечение Красной армии растянулись, а военные аэродромы не успевали перебазироваться на новые рубежи. Маршал Рокоссовский (за несколько часов до начала восстания в Варшаве) был вынужден в 4.10 по московскому времени отдать приказ наступавшим на город частям перейти к обороне. 1 августа передовые отряды 8-й гвардейской дивизии форсировали Вислу и закрепились на плацдарме возле Магнушева, в 60 км южнее Варшавы.
Восстание началось в 17.00 1 августа 1944 года. По различным подсчётам, в восстании приняло от 23 до 50 тыс. активистов АК и представителей других движений сопротивления, на вооружении которых было несколько тысяч единиц оружия (в основном, лёгкого стрелкового), а также некоторое количество оружия кустарного производства, самодельных гранат и зажигательных бомб. Восставшим удалось занять несколько районов города, однако коллаборационисты и немцы сумели удержать за собой важные объекты, арсеналы, и сохранили контроль над транспортными узлами. Но поскольку немцы знали о готовящемся восстании и сконцентрировали в узловых пунктах 25 тыс. военнослужащих, уже 1 августа силы повстанцев были изолированы в нескольких отдельных очагах сопротивления (Старый Город, центр, Мокотов, Жолибож). Руководитель восстания генерал Тадеуш Коморовский в тот же день отбил в Лондон телеграмму, требуя «немедленной атаки Советов извне».
Тем временем немецкий гарнизон был усилен до 45-50 тыс. человек и после 4 августа немцы и коллаборационисты перешли в контрнаступление.
Польское правительство из Лондона требовало помощи от Сталина и обвиняло советское командование в том, что оно намеренно не развивает наступление. Дав поручение Жукову и Рокоссовскому подготовить план возобновления наступления, Сталин ответил, что это возможно после перегруппировки и не ранее 25 августа. 12 августа было опубликовано заявление ТАСС, в котором советское правительство возложило вину за неудачи восстания на эмигрантское правительство Польши и сообщалось, что никакой координации действий с советским командованием то не вело и начало восстание по своей инициативе, не ставя в известность командование РККА.
Тем не менее попытки прорвать оборону в направлении Варшавы предпринимались в течение всего августа и начала сентября. 14 сентября 1-я армия Войска Польского штурмом взяла предместье Варшавы Прагу и попыталась переправиться через Вислу, но неудачно. С этого момента части Красной армии и Войска польского поддерживали восставших в большей степени авиацией и артиллерийским огнём, также они помогали повстанцам воздушными поставками. В боях за плацдарм Войско польское потеряло 3764 человек убитыми и ранеными, в том числе 1987 убитыми и пропавшими без вести.
У. Черчилль выступил в поддержку "лондонского правительства и 9 сентября 1944 года СССР согласился предоставить воздушный коридор для переброски грузов восставшим. 18 сентября 1944 года в рамках операции «Фрэнтик» была проведена акция по сбросу военных грузов, в которой участвовали 105 американских бомбардировщиков и 62 истребителя. Основная часть сброшенных грузов оказалась у коллаборационистов и немцев.
К 30 сентября немцы и коллаборационисты подавили сопротивление во всех крупных очагах. 2 октября 1944 года командовавший силами АК в Варшаве генерал Т. Бур-Коморовский подписал капитуляцию. По её условиям бойцы АК получили статус военнопленных, в отличие от варшавских подпольщиков, которые были практически поголовно уничтожены гитлеровцами.
В боях повстанцы потеряли 15,2 тыс. убитыми и 5-6 тыс. ранеными, ещё 15 тыс. были взяты в плен. Немецкие архивные данные свидетельствуют, что воинские формирования потеряли безвозвратно 1 танк T-V и 2 САУ Hetzer, полицейские подразделения и коллаборационистские воинские формирования потеряли безвозвратно несколько танков. Почти все повреждённые танки и САУ эвакуировали и ремонтировали (некоторые танки и САУ ремонтировали несколько раз). По версии польской стороны, уничтожены 290 танков, САУ и броневиков.
Немецкие архивные данные свидетельствуют, что все формирования нацистской Германии потеряли около 3000 погибших и умерших от ран и около 12 000 раненых. Потери группы фон Дем Баха, включая только граждан нацистской Германии и казаков, составили 9044 человек, в том числе 1570 убитых Подсчёт общих потерь нацистской Германии в боевых действиях в Варшаве с 1947 года основан на откровенной фальсификации немецких потерь до уровня 17 000 убитых и 9000 раненых. Эта и аналогичная «информация» широко встречается в СМИ, в учебниках истории, в современных работах Института национальной памяти, ряда историков и публицистов, в Музее Варшавского восстания.
Немцы жестоко подавили восстание, на 70 % уничтожив город и его жителей, которые были депортированы из города: часть была направлена в концлагеря, часть — в трудовые лагеря. В ходе боёв было разрушено 25 % жилого фонда Варшавы, а после восстания немцы квартал за кварталом сровняли с землёй ещё 55 % зданий.

### Армия Крайова против немецкой и советской армий
В общей сложности партизанская АК, действовавшая с 1942 года, приняла участие в более чем 170 боевых столкновениях с немцами и их союзниками, уничтожив свыше 1000 врагов. Также аковцы активно занимались разведывательной деятельностью (в том числе в интересах западных союзников). Члены АК занимались саботажем и диверсиями, они организовали крушение 732 поездов, уничтожили около 4,3 тыс. автомашин, взорвали 40 железнодорожных мостов, осуществили около 25 тыс. диверсионных акций на военных заводах и освободили заключённых из 16 тюрем. Среди достижений следует назвать:
- сбор данных о расположении фабрик по производству бензина (Операция «Синтеза»);
- сбор данных о разработке ракетных снарядов «Фау-1» и «Фау-2» и их испытании на полигоне Пенемюнде;
- убийство ряда высокопоставленных функционеров немецкой оккупационной администрации (в частности, ими был убит бригадефюрер СС Франц Кучера).

Кроме того, в период с 28 июня 1944 до 30 мая 1945 года представителями АК было убито 594 и ранено 218 советских военнослужащих. В общей сложности членами АК было убито около 1000 советских военнослужащих.

### Действия Гвардии Людовой
Подразделения Гвардии Людовой в 1942—1943 годы провели больше 1400 операций (в том числе 237 боёв), ими были уничтожены 71 немецкий офицер, 1355 жандармов и полицейских, 328 германских агентов; в результате диверсий на железных дорогах они пустили под откос 116 товарных и 11 пассажирских эшелонов, разрушили 9 протяжённых участков железных дорог и приостановили движение на 3137 часов; уничтожили и вывели из строя 132 автомашины и 23 локомобиля; разрушили и сожгли 13 мостов, 36 железнодорожных станций, 19 почтовых отделений, 292 волостных управления, 11 фабрик и промышленных предприятий, 4 топливных склада с горючим и нефтепродуктами, 9 пунктов клеймения скота, а также ряд иных объектов.
1 января 1944 года Крайова Рада Народова приняла решение о расформировании Гвардии Людовой, которая вошла в состав Армии Людовой.
В течение 1944 года подразделения Армии Людовой провели 904 боевых операций (в том числе, 120 крупных боёв); разрушили 79 шоссейных и железнодорожных мостов и 55 железнодорожных станций, организовали крушение 322 эшелонов; уничтожили свыше 19 тыс. гитлеровцев, 24 танка, 191 автомашину, 3 самолёта, 465 паровозов и 4000 вагонов.

## Последующие события
10 ноября 1945 года в Польше была создана Главная комиссия по расследованию гитлеровских преступлений в Польше — специальный орган для раскрытия и расследования преступлений, совершённых нацистами на территории Польши на основании уголовно-процессуального законодательства. В её задачи входило: сбор и изучение материалов, касающихся этого рода преступлений; координация работ учреждений родственного характера и сотрудничество с Институтом национальной истории; опубликование материалов и результатов исследований в Польше и за её пределами. Председателем комиссии являлся министр юстиции, директором — профессор Ч. Пилиховский.
Судебное рассмотрение дел о нацистских преступниках в Польше осуществляли Верховный Народный трибунал (действовал с 21 июня 1946 г. по 5 августа 1948 г.), специальные уголовные суды и общие суды. В Верховном Народном трибунале были рассмотрены 7 дел о нацистских военных преступниках, специальные уголовные суды рассматривали дела о 1803 нацистских преступниках, выдачи которых добилось правительство Польской Народной Республики (при этом, СССР полностью выполнил просьбы правительства Польши о выдаче нацистских преступников, но из американской зоны оккупации Германии выдача была прекращена в ноябре 1947 года, а из британской зоны оккупации Германии — в мае 1948 года).